# Kościół św. Kazimierza w Nowej Wilejce
Kościół św. Kazimierza w Nowej Wilejce – jeden z dwu kościołów katolickich pod wezwaniem św. Kazimierza w Wilnie.

## Historia
Po złagodzeniu rygorów dotyczących traktowania Polaków i katolików po rewolucji 1905 r. miejscowa wspólnota dynamicznie rozwijającego się węzła kolejowego podjęła w 1906 r. inicjatywę budowy świątyni na wysokim prawym brzegu Wilejki, która została wyświęcona w październiku 1911 r. Powstała piękna neogotycka budowla, która jasną, strzelistą bryłą góruje nad Nową Wilejką. Jej głównym architektem był Antoni Adam Filipowicz-Dubownik. Obecnie kościół jest ogrzewany geotermicznie, a jego główne elementy architektoniczne zostały wyeksponowane przez podświetlenie.
Przez 90 lat była to jedyna parafia w miasteczku Nowa Wilejka, a później w dzielnicy Wilna. Msze święte w kościele odbywają się w języku polskim.

## Architektura
Kościół jest zbudowany na planie krzyża, trójnawowy, przy czym, co jest zagadkowe, boczne ołtarze Matki Bożej Ostrobramskiej i św. Antoniego są bardziej okazałe od ołtarza głównego i swymi wieżyczkami sięgają sklepienia. Nawy boczne oddzielone są od głównej kolumnami. Nad głównym ołtarzem znajduje się obraz przedstawiający św. Kazimierza modlącego się przed zamkniętymi drzwiami kościoła. Ze składanych w ciągu wieku historii wotów polskich parafian część tylko się zachowała w związku z burzliwą historią tej ziemi.